# Wim Omloop
Wim Omloop, nacido el 5 de octubre de 1971 en Herentals, es un ciclista belga. Es tío del también ciclista profesional Geert Omloop.

## Palmarés
1990
- Gran Premio de Beuvry-la-Forêt

1992
- Zellik-Galmaarden

1993
- Premio Nacional de Clausura

1997
- Omloop van het Waasland

1998
- Gran Premio Stad Sint-Niklaas

1999
- Flèche Hesbignonne
- Omloop der Kempen
- Halle-Ingooigem

2000
- 1 etapa de la Vuelta a los Países Bajos